# Metall-Affe
Der Metall-Affe (Gengshen (chinesisch 庚申, Pinyin gēngshēn)) ist das 57. Jahr des chinesischen Kalenders (siehe Tabelle 天支 60-Jahre-Zyklus). Es ist ein Begriff aus dem Bereich der chinesischen Astrologie und bezeichnet diejenigen Mondjahre, die durch eine Verbindung des siebten Himmelsstammes (庚,  gēng, Element Metall und Yáng) mit dem neunten Erdzweig (申,  shēn), symbolisiert durch den Affen (猴,  hóu), charakterisiert sind.
Nach dem chinesischen Kalender tritt eine solche Verbindung alle 60 Jahre ein. Das letzte Metall-Affe-Jahr begann 1980 und dauerte wegen der Abweichung des chinesischen vom gregorianischen Kalenderjahr vom 16. Februar 1980 bis 4. Februar 1981.

## Metall-Affe-Jahr
Im chinesischen Kalenderzyklus ist das Jahr des Metall-Affen 庚申 gēngshēn das 57. Jahr (am Beginn des Jahres: Erde-Schaf 己未 jǐwèi 56).
| Liste der Metall-Affe-Jahre des 60-Jahres-Zyklus (Ende des Zyklus – bei Zählung vom 1. Regierungsjahr Huángdì) (Beginn des Zyklus – bei Zählung vom 61. Regierungsjahr Huángdì)            |              |              |              |              |              |              |              |              |              |              |
| Zykl. | 0            | 1            | 2            | 3            | 4            | 5            | 6            | 7            | 8            | 9            |
| 0 | 2641 v. Chr. | 2581 v. Chr. | 2521 v. Chr. | 2461 v. Chr. | 2401 v. Chr. | 2341 v. Chr. | 2281 v. Chr. | 2221 v. Chr. | 2161 v. Chr. | 2101 v. Chr. |
| 10 | 2041 v. Chr. | 1981 v. Chr. | 1921 v. Chr. | 1861 v. Chr. | 1801 v. Chr. | 1741 v. Chr. | 1681 v. Chr. | 1621 v. Chr. | 1561 v. Chr. | 1501 v. Chr. |
| 20 | 1441 v. Chr. | 1381 v. Chr. | 1321 v. Chr. | 1261 v. Chr. | 1201 v. Chr. | 1141 v. Chr. | 1081 v. Chr. | 1021 v. Chr. | 961 v. Chr.  | 901 v. Chr.  |
| 30 | 841 v. Chr.  | 781 v. Chr.  | 721 v. Chr.  | 661 v. Chr.  | 601 v. Chr.  | 541 v. Chr.  | 481 v. Chr.  | 421 v. Chr.  | 361 v. Chr.  | 301 v. Chr.  |
| 40 | 241 v. Chr.  | 181 v. Chr.  | 121 v. Chr.  | 61 v. Chr.   | 1 v. Chr.    | 60           | 120          | 180          | 240          | 300          |
| 50 | 360          | 420          | 480          | 540          | 600          | 660          | 720          | 780          | 840          | 900          |
| 60 | 960          | 1020         | 1080         | 1140         | 1200         | 1260         | 1320         | 1380         | 1440         | 1500         |
| 70 | 1560         | 1620         | 1680         | 1740         | 1800         | 1860         | 1920         | 1980         | 2040         | 2100         |
| 80 | 2160         | 2220         | 2280         | 2340         | 2400         | 2460         | 2520         | 2580         | 2640         | 2700         |
| Hinweis: Die laufende Nr. des Zyklus ergibt sich aus der Zeilen-Nr. addiert mit der Spalten-Nr. Beispiel: Das Metall-Affe-Jahr des 35. Zyklus (Zeile 30 + Spalte 5) entspricht 541 v. Chr. |              |              |              |              |              |              |              |              |              |              |

## Metall-Affe-Tag
Der Tag des Metall-Affen (jap. kōshin) hat eine besondere Bedeutung im japanischen Kōshin-Glauben.